# Dudukanahalli, Krishnarajpet
Dudukanahalli là một làng thuộc tehsil Krishnarajpet, huyện Mandya, bang Karnataka, Ấn Độ.